# Gudańce
Gudańce (lit. Gudėnai) – wieś na Litwie, w okręgu uciańskim, w rejonie ignalińskim, w starostwie Daugieliszki Nowe.

## Historia
W czasach zaborów w granicach Imperium Rosyjskiego.
W dwudziestoleciu międzywojennym folwark leżał w Polsce, w województwie nowogródzkim (od 1926 w województwie wileńskim), w powiecie brasławskim, w gminie Widze.
Według Powszechnego Spisu Ludności z 1921 roku zamieszkiwały tu 83 osoby, wszystkie były wyznania rzymskokatolickiego. Jednocześnie 78 mieszkańców zadeklarowało polską przynależność narodową, a 5 litewską. Było tu 17 budynków mieszkalnych. W 1931 w 18 domach zamieszkiwało 96 osób.
Miejscowość należała do parafii rzymskokatolickiej w Widzach. Podlegała pod Sąd Grodzki w Turmoncie i Okręgowy w Wilnie; właściwy urząd pocztowy mieścił się w m. Widze.